# Камагвеј (град)
Камагвеј (шп. Camagüey) је град на Куби у покрајини Камагвеј. Према процени из 2011. у граду је живело 310.387 становника.

## Становништво
Према процени, у граду је 2011. живело 310.387 становника.
| 1991.   | 2011.   |
| ------- | ------- |
| 288.760 | 310.387 |

## Партнерски градови
- Мерида
- Медисон